# Ercheia clarior
Ercheia clarior là một loài bướm đêm trong họ Noctuidae.